# 蘇皮奧里島
蘇皮奧里島是印度尼西亞巴布亞省的島嶼，位於斯考滕群島的比亞克島以西，面積659平方公里，島上最高點海拔1,034米，地勢以丘陵為主，大部分面積被熱帶雨林覆蓋。由苏皮奥里县管理。

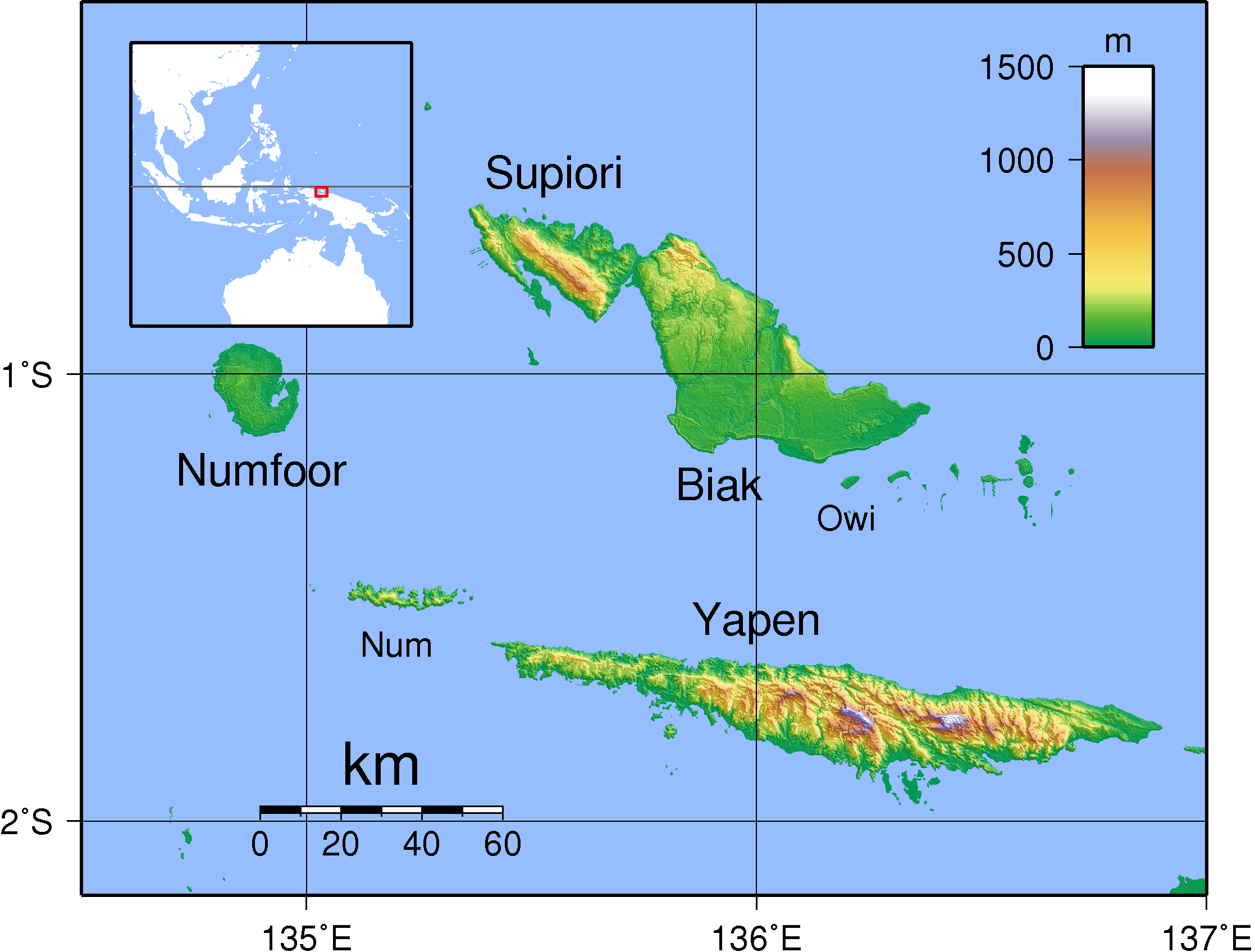
蘇皮奧里島地形圖

0°45′S 135°30′E / 0.750°S 135.500°E